# 沃什本鎮區 (北達科他州格里格斯縣)
沃什本鎮區（英語：Washburn Township）是位於美國北達科他州格里格斯縣的一個鎮區。

## 地方資料
沃什本鎮區的面積為92.95平方千米，當中陸地面積為92.88平方千米，而水域面積為0.07平方千米。根據2020年美國人口普查的數據，當地共有人口67人，而人口密度為每平方千米0.72人。